# Кормачёв, Владимир Николаевич
Владимир Николаевич Кормачёв (род. 17 апреля 1972, Новокузнецк, Кемеровская область) — советский и российский хоккеист. Тренер.

## Биография
Воспитанник новокузнецкого «Металлурга», дебютировал за команду в сезоне 1989/90 первой лиги, провёл восемь сезонов (1992/93 — 2000/01) в МХЛ — РХЛ — Суперлиге. Также играл за «Шахтёр» Прокопьевск (1992/93 — 1993/94), «Металлург-2» (1994/95 — 1995/96, 1998/99, 2000/01, 2003/04), «Нефтяник» Альметьевск (1998/99), «Мотор» Барнаул (2000/01), «Вымпел» Междуреченск (2001/02 — 2002/03).
Тренер (2004—2005), главный тренер (2005—2007) «Металлурга-2». Тренер команды «Металлурга» 1992 г. р. (2007—2009). Тренер команды «Кристалла» (Южно-Сахалинск) 2004 г. р. (2007—2009). Тренер в команде МХЛ «Сахалинские акулы» (2020, с 2022). 13 марта 2022 года, после окончания сезона был назначен и. о. главного тренера команды.
Сын Фёдор (род. 2002) выступал за «Сахалинских акул».